# Eutyphlus schmitti
Eutyphlus schmitti är en skalbaggsart som beskrevs av Achille Raffray 1904. Eutyphlus schmitti ingår i släktet Eutyphlus och familjen kortvingar. Inga underarter finns listade i Catalogue of Life.